# 梅辰亭・今夜は看板!
『梅辰亭・今夜は看板!』（うめたつてい・こんやはかんばん）は、1991年10月4日から1992年3月27日までテレビ東京で放送された料理トーク番組である。梅宮辰夫の冠番組。放送時間は毎週金曜日22:30 - 23:00（JST）。

## 概要
芸能界屈指の料理自慢、梅宮辰夫が小料理屋・梅辰亭の店主（若女将や弟子見習いには親方と呼ばれている）で、主に梅宮に縁のある人物をゲストに招いて料理を振る舞いつつ、色々な話を聞いていく。毎回終盤には、梅宮が作る賄い料理を店主と従業員が食べながら感想を述べてしめる。

## 出演者
- 梅宮辰夫 - 梅辰亭 店主
- 麻木久仁子 - 梅辰亭 若女将
- 渡辺正行 - 主人の弟子見習い
- ほか　ゲスト

## テーマ曲
- エンディングテーマ「どこからきたの」（ポニーキャニオン） 亀渕友香

## スタッフ
- 構成：大岩賞介
- 技術：岡本隆嗣
- カメラ：宮田伸
- 音声：小西幸久
- VE：松田年世
- VTR：伊藤誠秀、赤沢智
- 照明：佐藤浩栄 (東新 現:ザ・ホライズン)
- TK：小宮高子
- 美術：佐藤隆男
- 大道具：斉藤博
- 小道具：佐々木等
- タイトル：本目淳一
- 料理監修：野崎洋光 (とく山)
- 音効：橅木正志 (東京サウンド企画 現 スカイウォーカー)、漆谷千穂里 (東京サウンド企画)
- 編集：小林淳也 (クロステレビ)
- MA：大沢豊 (クロステレビ)
- 技術協力：ビデオスタッフ、クロステレビ、スタジオロックス (収録スタジオ)
- 協力：梅宮辰夫漬物本舗
- 衣裳協力：まるやま
- AD：小堀勇、岡本美砂
- ディレクター：後藤良隆、別府隆
- プロデューサー：高橋康久 (テレビ東京)、黒田智二
- 製作：テレビ東京、テレコム・ジャパン (テレコムスタッフの前身会社)

| テレビ東京 金曜22:30 - 23:00                 | テレビ東京 金曜22:30 - 23:00 | テレビ東京 金曜22:30 - 23:00 |
| 前番組                                       | 番組名                       | 次番組                       |
| -------------------------------------------- | ---------------------------- | ---------------------------- |
| 音楽・マイ・ラブ 〜世界のトーク&ミュージック | 梅辰亭・今夜は看板!          | 私の交友抄                   |